# ZA-12 (Spanje)

De ZA-12

De ZA-12 is een autovía in Castilië-León. De stadssnelweg is 2 kilometer lang en verbindt de A-11 met de Zamora.